# Atomic (album)
Atomic – A Soundtrack by Mogwai – ścieżka dźwiękowa skomponowana przez szkocki zespół Mogwai do brytyjskiego filmu dokumentalnego Atomic, Living in Dread and Promise w reżyserii Marka Cousinsa, wydana jako album 29 marca i 1 kwietnia 2016 roku.

## Historia albumu
Tematem dokumentalnego filmu Marka Cousinsa Atomic, Living in Dread and Promise jest niszczycielska siła bomby atomowej, przedstawiona na przykładzie ataku atomowego na Hiroszimę. Dokument Cousinsa, oparty wyłącznie na archiwalnych filmach, traktuje nie tylko o śmierci w epoce atomu, ale także o życiu, pokazując marsze protestacyjne, zimnowojenne spory oraz katastrofy w elektrowniach atomowych w Czarnobylu i Fukushimie. Film przedstawia również pozytywne cechy świata atomów, takie jak promienie rentgenowskie czy rezonans magnetyczny i ich korzystny wpływ na jakość ludzkiego życia. Dokumentalny materiał ilustruje ścieżka dźwiękowa zespołu Mogwai. Tytuły poszczególnych utworów nawiązują do bomb atomowych (Little Boy, Fat Man), procedury wygaszenia łańcuchowej reakcji rozszczepienia w reaktorze jądrowym (SCRAM) lub katastrofy w Czarnobylu (Pripyat)).
Zapowiedzią albumu był utwór „U-235”, udostępniony przez zespół 12 stycznia 2016 roku. Jak skomentował Stuart Braithwaite:

Ścieżka dźwiękowa Atomic to jeden z najbardziej intensywnych i satysfakcjonujących projektów, jakie podjęliśmy jako zespół. Odkąd pojechaliśmy na koncert do Hiroszimy i odwiedziliśmy park pokoju, ten temat był nam bardzo bliski. Efekt końcowy, zarówno ścieżka dźwiękowa do filmu, jak i płyta, to kawałki, z których jestem niezwykle dumny.

9 lutego ukazało się kolejne nagranie, „Ether”, udostępnione jako digital download na oficjalnej stronie zespołu w serwisie Bandcamp.
Album ze ścieżką został wydany 29 marca 2016 roku jako podwójny LP, a 1 kwietnia jako CD i digital download.

## Lista utworów
| 1. | Ether |  |
|    |       |  |
| 2. | Scram |  |
|    |       |  |

| 1. | Bitterness Centrifuge |  |
|    |                       |  |
| 2. | U-235                 |  |
|    |                       |  |
| 3. | Pripyat               |  |
|    |                       |  |

| 1. | Weak Force        |  |
|    |                   |  |
| 2. | Little Boy        |  |
|    |                   |  |
| 3. | Are You A Dancer? |  |
|    |                   |  |

| 1. | Tzar    |  |
|    |         |  |
| 2. | Fat Man |  |
|    |         |  |

| 1.  | Ether                 | 5:10  |
|     |                       |       |
| 2.  | SCRAM                 | 5:41  |
|     |                       |       |
| 3.  | Bitterness Centrifuge | 4:51  |
|     |                       |       |
| 4.  | U-235                 | 4:34  |
|     |                       |       |
| 5.  | Pripyat               | 4:19  |
|     |                       |       |
| 6.  | Weak Force            | 5:08  |
|     |                       |       |
| 7.  | Little Boy            | 3:52  |
|     |                       |       |
| 8.  | Are You A Dancer?     | 3:53  |
|     |                       |       |
| 9.  | Tzar                  | 5:13  |
|     |                       |       |
| 10. | Fat Man               | 5:58  |
|     |                       |       |
|     |                       | 48:39 |
|     |                       |       |

- Wykonawca, autor, kompozycja – Mogwai (Barry Burns, Dominic Aitchison, Martin Bulloch, Stuart Braithwaite)
- Luke Sutherland – skrzypce w „Are You Dancer?”
- Robert Newth – róg w „Ether”
- Robin Proper-Sheppard – gitara elektryczna w „Tzar”
- Produkcja, miksowanie – Tony Doogan w Castle Of Doom Studios
- Mastering – Frank Arkwright w Abbey Road Studios[5]

## Odbiór

### Opinie krytyków
| Oceny łączne              | Oceny łączne |
| Publikacja                | Ocena        |
| ------------------------- | ------------ |
| Album of the Year         | 77/100       |
| AnyDecentMusic?           | 7.3/10       |
| Metacritic                | 77/100       |
| Recenzje                  |              |
| Publikacja                | Ocena        |
| AllMusic                  | [ 2 ]        |
| The A.V. Club             | B            |
| Consequence               | B            |
| DIY                       | [ 13 ]       |
| Drowned in Sound          | 7/10         |
| Exclaim!                  | 8/10         |
| The Guardian              | [ 16 ]       |
| laut.de                   | [ 17 ]       |
| The Line of Best Fit      | 7/10         |
| musicOMH                  | [ 19 ]       |
| Pitchfork                 | 7.1/10       |
| PopMatters                | 9/10         |
| Record Collector          | [ 22 ]       |
| The Skinny                | [ 23 ]       |
| The Sydney Morning Herald | [ 24 ]       |
| Tiny Mix Tapes            | [ 25 ]       |
| Under the Radar           | 7/10         |
| XS Noise                  | 9/10         |

Album uzyskał następujące średnie oceny w serwisach agregujących recenzje krytyczne: 77/100 na podstawie 20 recenzji zebranych w Album of the Year, 7.3/10 na podstawie 24 recenzji w AnyDecentMusic? oraz 77/100 na podstawie 23 recenzji w Metacritic.
Jeremias Heppeler z magazynu laut.de dał albumowi maksymalną ocenę, ale jednocześnie stwierdził, że ...„właściwie nie da się napisać o albumie Mogwai w wciągający sposób. Zwykłe słowa lub konstrukcje zdań nie wystarczą, aby oddać sprawiedliwość warstwom muzycznym. Atomic, nowy potwór Mogwai – portal do innego świata, głęboko pomarańczowe płonące słońce świecące z okładki jak falująca pustka. Zanurzamy się w ten dziwny, niewerbalny kosmos, który próbujemy uczynić namacalnym: Próba skazana na porażkę”.
Zdaniem Heather Phares z AllMusic Atomic to „kolejne bezlitosne spojrzenie na zdolność ludzkości do odkrywania i tworzenia zarówno konstruktywnej, jak i destrukcyjnej technologii. Nawet w oderwaniu od obrazów z filmu dokumentalnego, Atomic zawiera w sobie cud i horror przełomowych odkryć, takich jak prześwietlenia rentgenowskie i rezonans magnetyczny, a także katastrofy nuklearne, takie jak Czarnobyl i Fukushima. Poszczególne tytuły nawiązują do nazw bomb atomowych ('Fat Man', 'Little Boy' (nazwy bomb zdetonowanych nad Hiroshimą i Nagasaki), reakcji jądrowej ('SCRAM') lub katastrofy w Czarnobylu ('Pripyat')”. „Ambitny i mistrzowski Atomic to kolejny szczyt w karierze Mogwai” – podsumowuje recenzentka.
„Jak można się spodziewać po ścieżce dźwiękowej do dokumentu o panice nuklearnej – a także o uzdrawiającej mocy technologii – jest ona futurystyczna i często dystopijna. Trudno słuchając ponurego, industrialnego dudnienia 'SCRAM' nie wyobrazić sobie niedziałającego reaktora jądrowego lub Prypeci, upiornych pozostałości po katastrofie w Czarnobylu. Jako że popkultura wciąż ma obsesję na punkcie końca świata, Mogwai są idealnymi, afirmującymi życie mędrcami zagłady” – uważa Kate Hutchinson z dziennika The Guardian.
„Zrzucenie bomby atomowej na Hiroszimę jest bez wątpienia jednym z najbardziej makabrycznych i przerażających momentów w historii ludzkości. Zimna wojna, która nastąpiła po tym wydarzeniu, tylko spotęgowała to niepokojące uczucie. Atomic zespołu Mogwai to ścieżka dźwiękowa do tego prawdziwego, dystopijnego scenariusza” – twierdzi Dusty Henry z magazynu Consequence dodając, iż album „odniósł sukces dzięki gotowości zespołu do zanurzenia się w swojej muzie i eksperymentowania. To właśnie dlatego Mogwai osiągnęli tak wysoki status w tym podgatunku. Podejmując temat większy niż oni sami, Mogwai są w stanie zatracić swoją tożsamość, opowiadając tak tragiczną historię”. Jako najważniejsze utwory recenzent wymienia: Ether, SCRAM i Are You A Dancer?.
Lori Gava z magazynu XS Noise ocenia, że „Atomic jest imponujący. Mogwai mają w rękach arcydzieło i jest to ich najmocniejszy album do tej pory”.
W opinii Aidana Reynoldsa z Drowned in Sound „ostatnio siłą Mogwai była ich powściągliwość. I właśnie w tym tkwi miejsce tej płyty w dyskografii zespołu – w jej gotowości do mniejszego wkładu pracy, by przekazać więcej. Być może pod wpływem odejścia gitarzysty Johna Cummingsa, Atomic z pełnym zaangażowaniem przyjmuje elektroniczną fakturę, nadając jej otwarty, ambientowy błysk, który jest naprawdę poruszający. Wszędzie słychać cierpliwe, odkrywcze manewry – od figlarnej progresji 'U-235' do posępnego lamentu 'Pripyat' Mogwai budują coś, co może się wyróżnić na tle wszystkiego, co do tej pory zrobili”.
Album Mogwai opowiada o „o rzeczywistości ery nuklearnej. Sam dokument jest zarówno przejmujący, jak i fascynujący, a wkład Mogwai w jego powstanie zdecydowanie dodaje mu poczucia strachu, wielkości i elegancji. (…) Mogwai stworzyli album, który doskonale funkcjonuje również poza materiałem, do którego został napisany” – ocenia Sam Shepherd z musicOMH. „To co [Mogwai] zrobili z Atomic to dopracowanie swoich metod i stworzenie czegoś, co może być najważniejszym wydarzeniem w ich dotychczasowej karierze” – podsumowuje recenzent.
Morgan Evans z PopMatters zauważa, że „zdumiewające jest to, jak Atomic, album składający się z przerobionych wersji utworów muzycznych nagranych na ścieżkę dźwiękową do dokumentu reżysera Marka Cousina Atomic: Living in Dread and Promise, jest mocno osadzony w wiedzy, jak żyć z bombą, jeśli nie pokochać jej. (…) Mogwai radzą sobie z dźwiękowym przedstawieniem strachu przed bombą, kładąc sprytny nacisk na to, jak delikatne i święte jest życie. Znaczna część Atomic balansuje między jasną nadzieją na energię atomową a nerwicą związaną z jeszcze nie zakończonymi ćwiczeniami 'duck and cover'” – stwierdza autor.
„Od optymistycznego zwiastuna 'Ether', poprzez majestatyczne, złowieszcze kołysanie 'Pripyat', aż po mrożący krew w żyłach, hipnotyczny rytm ciężkiego, syntezatorowego 'U-235'” Atomic, zdaniem Claire Francis z magazynu The Skinny, rozpoczyna się w miejscu, w którym skończył się Rave Tapes, a Mogwai prezentuje „jedne z najbardziej przekonujących utworów w swoim dotychczasowym dorobku”.
„Pomimo minimalistycznego podejścia, album w przejmujący sposób ilustruje biegunowe przeciwieństwa, które pojawiły się po Hiroszimie: życie i śmierć, nadzieję i strach, wojnę i pokój, atom i naturę” – twierdzi Zoe Camp z magazynu Pitchfork.
„Prawdą jest, że Atomic nie wznosi się na wyżyny swoich największych sukcesów, ale warto podejść do niego z otwartymi uszami jako do kolejnego dokumentu niespożytej inwencji zespołu, który nieustannie doskonali swoje brzmienie” – ocenia Alex Cull z magazynu The Line of Best Fit.
Zdaniem Craiga Mathiesona z dziennika The Sydney Morning Herald muzyka w kolejnych utworach albumu „wspólnie zazębia się i ewoluuje, jak atom, który został rozszczepiony na części”.

### Listy tygodniowe
| Kraj              | Lista                      | Pozycja |
| ----------------- | -------------------------- | ------- |
| Belgia            | Ultratop (Flandria)        | 28      |
| Belgia            | Ultratop (Walonia)         | 44      |
| Francja           | Les Charts                 | 77      |
| Niemcy            | Offizielle Deutsche Charts | 55      |
| Stany Zjednoczone | Independent Albums         | 38      |
| Szkocja           | Scottish Albums Chart      | 6       |
| Szwajcaria        | Schweizer Hitparade        | 38      |
| Wielka Brytania   | UK Albums Chart            | 20      |
| Wielka Brytania   | UK Independent Albums      | 6       |